# Henry Miller
Henry Valentine Miller, född 26 december 1891 på Manhattan i New York, död 7 juni 1980 i Pacific Palisades i Los Angeles i Kalifornien, var en amerikansk författare.
Miller målade även akvareller och hade en separatutställning 1967 på galleriet Kavaletten i Uppsala.

## Biografi
Millers släkt var tysk. Farfadern hette Heinrich Müller och kom från Bayern till USA. Morfadern skräddarmästaren Valentin Nieting kom från nordtyskland, emigrerade för att slippa militärtjänst.  Fadern hette också Henry Miller medan moderns namn var Louise Nieting-Miller. Familjen hade en skrädderifirma på Femte Avenyn i New York, Manhattan där även morfadern var engagerad.  Miller skriver att han föddes på gatan och växte upp på gatan; det underbara 14:e distriktet i Brooklyn. ”Idag vill jag gärna se det som att vi bodde på gatan - skapade dessa gator, skapade dessa hem, skapade själva luften vi andades.  Vi kom inte till en färdiggjord värld: vi uppfann vår värld”.  Han kom därefter att flytta till Decatur Street i Bushwicksektorn i Brooklyn och kom att arbeta fyra år som personalchef vid telegrafbolaget Western Unions budavdelning. 
1928 företog sig Miller en Europaresa med sin fru. Han återkom 1930 och stannade i Paris i nästan ett decennium. ”I Paris fattigkvarter där jag vandrade omkring okänd och utan pengar i åtskilliga dagar och månader såg jag runtomkring mig synerna från min barndoms dagar när jag bara var en bortskämd barnunge. Återigen såg jag krymplingar, fyllon, tiggare, idioter strosa omkring på gatorna”. En kopia av det mikrokosmos som hette 14:e distriktet. ”Återigen skaffade jag mig vänner av fattigt och enkelt ursprung. Verkliga vänner som räddade mitt liv gång på gång”..  Två år tillbringade han på samhällets botten, drivande på gatorna, logerande hos bekanta och vänner eller på billiga hotell, hade egendomliga tillfällighetsjobb - ständigt läsande, tänkande och skrivande. Det är om denna period Kräftans vändkrets handlar. Henry Miller tillbringade sitt liv i denna bohemvärld i Paris  under 1930-talet. 
Till konstnärskretsen i Villa Seurat hörde bland andra Lawrence Durrell, Anaïs Nin, Michael Frankel, Alfred Perlés, Blaise Cendrars och George Orwell. Tiden i Paris gav honom inspiration till de självbiografiska böckerna Tropic of Cancer (1934; Kräftans vändkrets) och Tropic of Capricorn (1939; Stenbockens vändkrets). Kräftans vändkrets blev klar 1932 men publicerades inte förrän 1934, nedskuren med en tredjedel. Tryckningen blev av först efter kontantbidrag från Anais Nin. Efter publiceringen fick han gratulationer från Aldous Huxley och Ezra Pound.
Böckerna är filosofiskt-erotiska, och bärs av humor och den skarpa porträttkonsten, men ansågs pornografiska och blev förbjudna i många länder. Den förstnämnda var förbjuden i England fram till 1963 och den senare utkom inte i USA förrän 1961.
Millers vitala böcker bär på en bitsk antikapitalistisk och anticivilisatorisk anarkism, och utgör ett angrepp på den moderna maskinkulturen. Det amerikanska samhället avhandlas i Den luftkonditionerade mardrömmen (1945), en  radikal betraktelse över det amerikanska sättet att leva - maskinsamhället där människan ersatts med massmänniskan. Sexus (1949) inleder en diger självbiografisk trilogi under samlingsnamnet Den rosenröda korsfästelsen. De andra två delarna är Plexus (1953) och Nexus (1960).
Hans Granlid skriver att Miller är läst som pornograf ”men det finns också en annan Henry Miller som är föga känd: den fantasistarke diktaren, den idérike och livfulle brevskrivaren, resenären-resonören, den litteräre konnässören. Det är samme man”.  Att läsa Miller, säger han - det är att läsa världslitteraturen, inte bara diktare utan också religionsstiftare, filosofer och historiker. Han räknar upp dem som påverkat honom mest: Rabelais, Whitman, Emerson, Thoreau, Rolland, Nietzsche, Dostojevskij, Hamsun, Lawrence, Joyce, Spengler, Proust, Balzac, Rimbaud, Céline.
Miller hade en fäbless för Strindberg. ”Namn som Strindberg, Bergson och Boccaccio betydde ingenting för honom (Alecs bror). För oss var dessa författare själva livsluften”.   Ett föredrag av Emma Goldman förändrade hans liv. Genom henne kom han i kontakt med alla de berömda samtida europeiska dramatikerna ”av vilka Strindberg är den störste”. 
Vad han velat skriva om är: ”I stort sett dessa - kärleken till livet självt, sökandet efter sanning, visdom och förståelse, mysterier, språkets makt, forntiden och människans ära, evigheten, tillvarons ändamål, alltings enhet, självbefrielse, människans broderskap, kärlekens mening, förhållandet mellan sex och kärlek, sexuallivets njutning, humor, säregenheter och underligheter ur alla synvinklar, resor, äventyr, upptäckter, profetior, magi (vit och svart), konst, spel, bekännelser, uppenbarelser, mystik, i synnerhet mystikerna själva, trons och dyrkans mångfald, det underbara på alla områden och ur alla aspekter, ty ’enbart undret och ingenting annat än undret existerar’. ” 
Den bok Miller själv höll högst i sitt författarskap var boken Kolossen från Maroussi, en filosofisk greklandsskildring om ett inre sökande och en berättelse om poeten Katsimbalis.  Han påpekar att det är lustigt att bibliotekarierna sätter in den bland reseskildringarna.
Brevväxlingen mellan Lawrence Durrell och Henry Miller har givits ut separat-  ”Lawrence Durell & Henry Miller - a private correspondence”. Brevväxlingen med Michael Fraenkel har utgivits i två volymer under titeln ’Hamlet’ - ”The Michael Fraenkel-Henry Miller Correspondence”. Även med Anaïs Nin har korrespondensen givits ut: ”Letters to Anais Nin”. Henry Miller förekommer dessutom flitigt i Nins särskilt utgivna Dagböcker i flera volymer. Svart vår är dedikerad till Anaïs Nin.

## Svenska översättningar
- Den luftkonditionerade mardrömmen (The air-conditioned nightmare, 1945) (översättning Sten Söderberg) (Geber, 1948)
- Svart vår (Black spring, 1936) (översättning Lars Gustav Hellström) (Geber, 1952)
- Kräftans vändkrets (Tropic of Cancer, 1934) (översättning Sven Lundgren) (Central Press, 1955)
- Stenbockens vändkrets (Tropic of Capricorn, 1939) (översättning Gösta Wedberg) (Central Press, 1956)
- Leendet vid stegens fot (The smile at the foot of the ladder, 1948) (översättning Reidar Ekner) (Rabén & Sjögren/Vi, 1956); (Elsa Grate bokförlag 2007)
- Sexus (Sexus, 1949) (översättning Sven Lundgren) (Central Press, 1957)
- En värld av sex (The world of sex, 1940) (översättning Margaretha Lanner) (Wahlström & Widstrand, 1959)
- Kolossen från Maroussi (The colossus of Maroussi, 1941) (översättning Sven Lundgren) (Central Press, 1959)
- Plexus (Plexus, 1953) (översättning Aida Törnell) (Wahlström & Widstrand, 1962)
- Grekland (Greece, 1964) (illustrationer av Anne Poor) (översättning Bernt Eklundh) (Tre tryckare, 1964)
- Nexus (Nexus, 1960) (översättning Aida Törnell) (Wahlström & Widstrand,1965)
- Stilla dagar i Clichy (Quiet days in Clichy, 1956) (översättning Roland Adlerberth) (Wahlström & Widstrand, 1966)
- Vänner (Book of friends. Vol. 1, 1976) (översättning Kerstin Gustafsson) (Korpen, 1979)
- Min cykel och andra vänner (My bike & other friends, 1978) (översättning Kerstin Gustafsson) (Korpen, 1980)
- Henry Miller i Sverige (text Teddy Brunius och Henry Miller) (översättning Teddy Brunius) (Wiken, 1983)
- Mina första intryck av Grekland (First impression of Greece, 1973) (översättning Carina Dahlström) (Mosquito, 1987)
- Kära, kära Brenda: Henry Millers kärleksbrev till Brenda Venus (textkommentar Brenda Venus, redigering Gerald Seth Sindell, översättning Ingvar Skogsberg) (Forum,1988)